# 넌출월귤
넌출월귤(-越橘)는 진달래과의 종 가운데 하나 또는 그 열매이다.

## 쓰임새

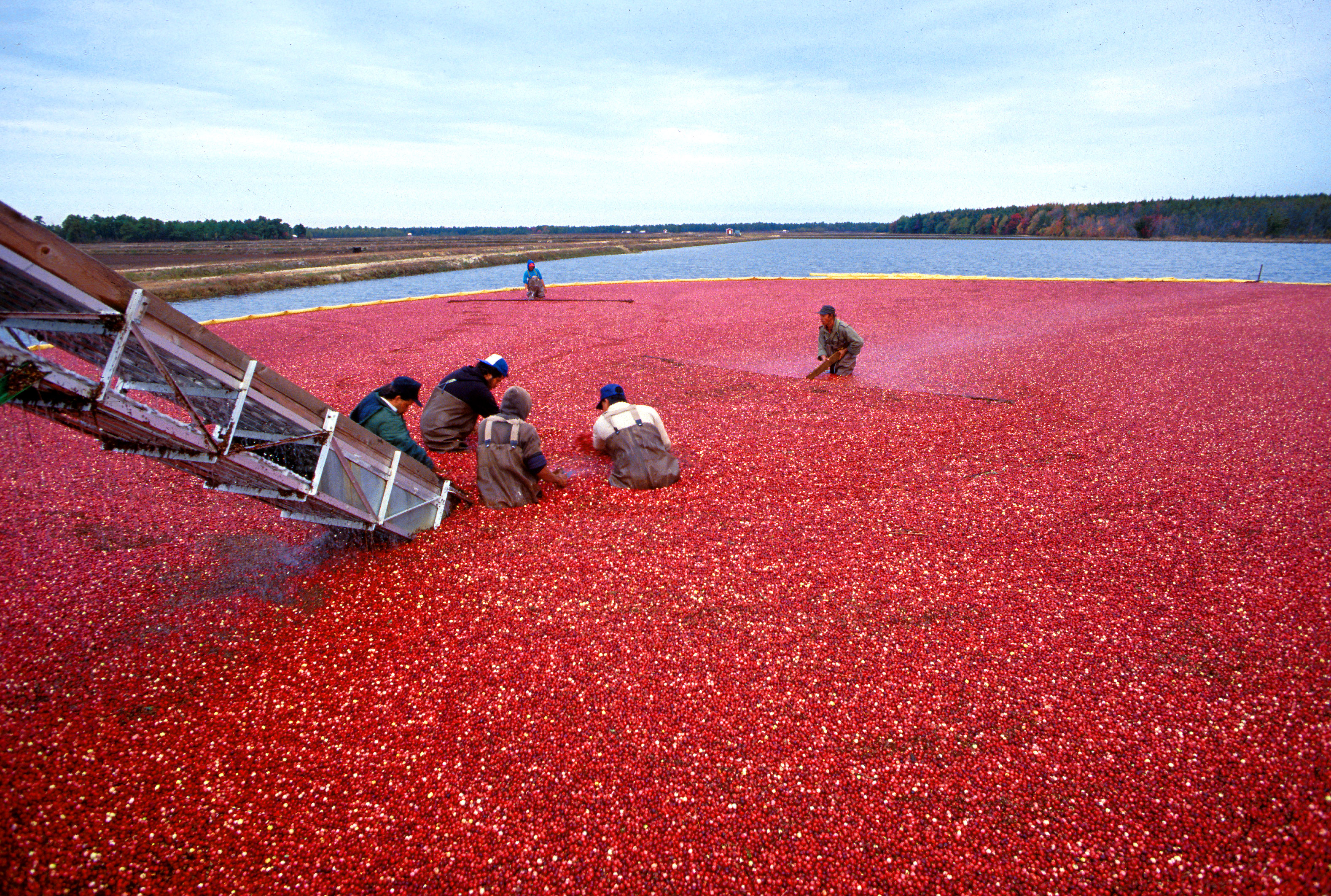
뉴저지주의 크랜베리 농장.